# Flessografia

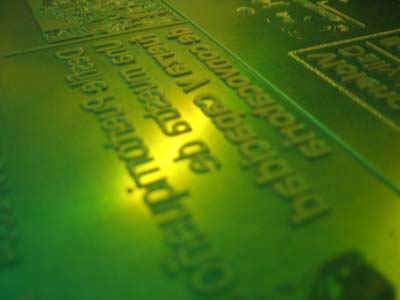
Un cliché utilizzato nella stampa flexo

La flessografia, anche detta flexografia o più comunemente flexo, è un metodo di stampa rotativa diretta, che usa lastre matrici a rilievo di gomma o di materiali fotopolimerici, detti cliché.

## Campo d'applicazione
La stampa flessografica, inizialmente utilizzata principalmente per gli imballaggi, era un tempo nota come stampa all'anilina per via del colorante impiegato. Attualmente è impiegata anche per produzioni più impegnative, grazie alle migliorate caratteristiche dei componenti impiegati tanto da essere utilizzata, unitamente ad altre tecniche di stampa, anche per i quotidiani. La matrice è rilievografica, flessibile e morbida, e viene avvolta su di un cilindro. La stampa è diretta: il cliché trasferisce l'inchiostro direttamente al supporto da stampare grazie a una lieve pressione esercitata da un cilindro di pressione (kiss printing, stampa al bacio).

## Il sistema d'inchiostrazione
L'inchiostrazione è applicata da un rullo d'acciaio o ceramico (rullo Anilox) che si carica di inchiostro con due differenti sistemi: il primo, per mezzo di un calamaio pieno di inchiostro liquido, mentre una lama (racla) toglie l'eccesso dalla superficie del rullo, in modo analogo a quanto avviene per la stampa a rotocalco; il secondo sistema avviene mediante un rullo gommato che, oltre a pescare l'inchiostro da una bacinella e trasferirlo, funge anche da spatolatore sul rullo anilox con il quale è a contatto girando ad una velocità inferiore.
Il cilindro anilox è inciso con diverse cellette, da 80 a 800 per centimetro. Un alto numero di cellette favorisce la stampa dei dettagli mentre un basso numero favorisce la stampa dei fondi pieni. Il materiale stampabile con la flessografia è molto vario; si possono anche utilizzare supporti con superficie ruvida e poco riflettente come ad esempio i cartoni ondulati.

## Tipi di macchine
Le macchine flessografiche possono essere a foglio (impiegate ad esempio per la stampa su cartone ondulato) o rotative.
Le rotative flessografiche vengono prodotte in tre strutture differenti: in linea, planetarie (o tamburo centrale) e stack (a cilindri indipendenti). Le prime due versioni solitamente stampano su un lato solo, mentre la versione stack consente di stampare, con più combinazioni, sui due lati del supporto.
Le rotative in linea presentano una serie di elementi stampa distinti, uno per colore, con cappe di asciugatura fra un elemento ed il seguente, funzionanti con aria calda o con radiazioni infrarosse.
Le rotative planetarie o satellite sono simili a quelle per la stampa offset e permette di stampare a colori su materiali sottili e fortemente deformabili mantenendo una buona precisione di registro. Il grande cilindro centrale di pressione diminuisce le deformazioni del materiale.
Le rotative stack sono molto simili a quelle planetarie, ma al posto del cilindro centrale hanno un cilindro per ogni unità di stampa (o numero colori).
L'asciugamento avviene in modo simile alla rotocalco, ove il materiale stampato passa in cappe di asciugamento dove è sottoposto a soffi di aria calda.
Possono essere impiegati sia inchiostri a base d'acqua sia inchiostri a base di solvente.

## La prestampa flexo
La prestampa è molto importante e delicata nella flexografia per riprodurre correttamente gli elementi grafici e ridurre le problematiche, come lo schiacciamento del punto, il trapping, il moiré e la distorsione anamorfica dovuta al trascinamento roll to roll. Per risolvere in modo adeguato le sopracitate difettosità l'impiego di un RIP specifico come Harlequin rip, HD Flexo di Esko o Xeriorip è indispensabile.
Per garantire un buon risultato finale è necessario applicare curve di svuotamento (dot loss) oppure adattamenti cromatici tramite profilo ICC. Nella fase di prestampa i singoli elementi vengono analizzati ed elaborati tenendo presenti alcuni aspetti tecnologici della stampa evitando così errori nello stampato.